# The Travels of Kinuyo Tanaka
Pour plus de détails, voir Fiche technique et Distribution.
The Travels of Kinuyo Tanaka (田中绢代的旅行, Tanaka Kinuyo no tabidachi) est un film documentaire japonais réalisé par Koko Kajiyama et sorti en 2009. Le documentaire se base sur des images d'archives du voyage qu'a effectué Kinuyo Tanaka aux États-Unis du 21 octobre 1949 au 19 janvier 1950,,. 

## Sujet
Le 21 octobre 1949, Kinuyo Tanaka part pour un voyage de trois mois aux États-Unis en ambassadrice de bonne volonté. Elle y rencontre Bette Davis, Joan Crawford, Elizabeth Taylor, John Wayne ou encore Nancy et Ronald Reagan.

## Fiche technique
- Titre : The Travels of Kinuyo Tanaka
- Titre original : 田中绢代的旅行 (Tanaka Kinuyo no tabidachi?)
- Titre alternatif : Kinuyo Tanaka’s New Departure
- Réalisation : Koko Kajiyama
- Scénario : Kiyoshi Ogasawara
- Producteurs : Hiroko Kajiyama et Yoshihiro Kitagawa
- Pays d'origine :  Japon
- Langues : Anglais - Japonais
- Format : Couleurs et N&B - 1,37:1
- Genre : Documentaire
- Durée : 31 minutes
- Date de sortie :
  - Japon : 17 octobre 2009

## Distribution

### Personnalités
- Kinuyo Tanaka
- Bette Davis
- Joan Crawford
- Elizabeth Taylor
- John Wayne
- Nancy et Ronald Reagan
- Joe Pasternak
- Louis B. Mayer
- Janet Leigh
- Van Johnson

### Narratrice
- Yoshiko Matsuo